# Zatania karstica
Zatania karstica is een mierensoort uit de onderfamilie van de schubmieren (Formicinae). De wetenschappelijke naam van de soort is voor het eerst geldig gepubliceerd in 2000 door Fontenla Rizo.